# 丹麥的弗蕾德里克·阿瑪莉埃
丹麥的弗蕾德里克·阿瑪莉埃（丹麥語：Frederikke Amalie af Danmark，1649年4月11日—1704年10月30日）是丹麥國王弗雷德里克三世與王后索菲·阿瑪莉埃的女兒。1667年她嫁給霍爾斯坦-戈托普公爵克里斯蒂安·阿爾布雷希特，有四個孩子。

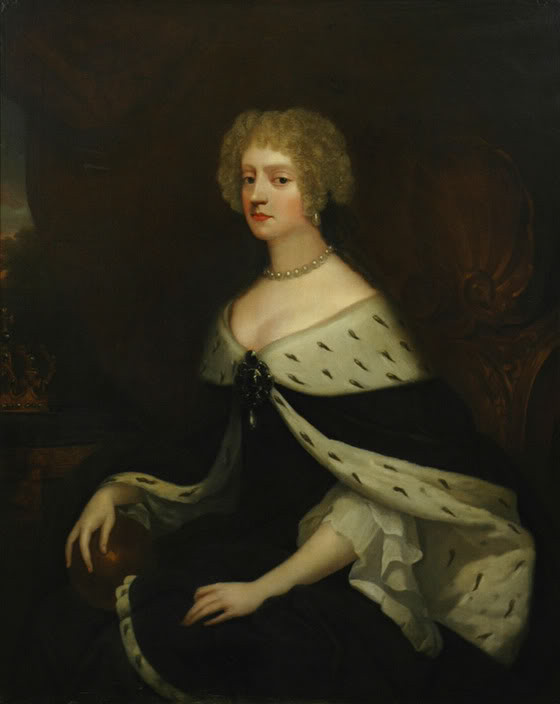
丹麥的弗蕾德里克·阿瑪莉埃